# لساحل (رغوان)

تعديل مصدري - تعديل

لساحل هي إحدى قرى عزلة رغوان بمديرية رغوان التابعة لمحافظة مأرب، بلغ تعداد سكانها 194 نسمة حسب تعداد اليمن لعام 2004.